# Something to Fall Back On
Something To Fall Back On ("Algo Para Apoyarse", en español), décimo séptimo sencillo y centésima décima octava canción (o centésimo cuadragésima, según quienes dicen que las primeras 22 eran de Runt y no de Rundgren) del destacado cantante estadounidense Todd Rundgren proveniente del álbum A Cappella (canción número 6) de 1985. Es el único sencillo de este álbum y es considerado uno de los éxitos más importantes de este reconocido cantante.

## Otros datos
- Something To Fall Back On, es una canción que cae en la clasificación (de género musical), rock pop.
- Something to Fall Back On, tiene una duración total de 5:14 minutos.
- Esta canción se ha transformado en uno de los éxitos más grandes de Todd Rundgren.

## Instrumentaria
- Voz
- Sintetizador de voz

## Apariciones
- A Cappella (álbum de Todd Rundgren de 1985)
- Something To Fall Back On (sencillo de Todd Rundgren de 1985)
- Anthology 1968-1985 (recopilación de Todd Rundgren de 1989)
- The Very Best Of Todd Rundgren (recopilación de Todd Rundgren de 1997)
- The Definitive Rock Collection (recopilación de Todd Rundgren de 2006)

## Chart
- Este sencillo no logró entrar en ningún chart.

## Trivia
- A pesar de su fama popular, de su incorporación en todos los recopilatorios de Todd Rundgren, y de ser el único sencillo de uno de los álbumes más exitosos de Rundgren y ser copiada por algunos artistas, este sencillo no logró entrar a ningún sencillo.

## Otras versiones
- En 1988 Jeff "Skunk" Baxter hizo un cover de esta canción.

- Datos: Q6131991